# Самуїл Лехтцир
Самуїл Лехтцір (рум. Samuil Lehtţir; прізвіще також подається як Lehțir, Lehtțâr, Lekhttsir, Lekhtser та Lehitser; по-батькові: Рівинович, Рувинович або Рувимович; 25 жовтня 1901, Атаки, Сороцький повіт, Бессарабська губернія — 15 жовтня 1937, Тирасполь) — молдовський поет, драматург та літературний критик.
Маючи бессарабське єврейське походження, в юності відкинув румунський націоналізм і втік до Української Радянської Соціалістичної Республіки. Повернувся, щоб завершити навчання в Університеті Чернівців (тоді в Королівстві Румунія), але був визнаний там політичним підозрюваним, і в 1926 році знову втік, вже до створеної з частини УРСР — Молдавської Автономної Радянської Соціалістичної Республіки (МАРСР).
Ппрацював книговидавцем і журналістом, ставши авторитетом у літературних питаннях. Лехтцир перейняв ідеї Пролеткульту про необхідність руйнування і відновлення культурних традицій; На цій підставі він та його колега Йосип Вайнберг прийшли до заперечення існування бессарабської літератури, яку варто зберегти, і що молдавську літературну традицію можна побудувати з пролетарської ідентичності та радянського патріотизму. Це викликало особливу полеміку в рамках ширшої дискусії про румунську та молдавську ідентичність.
Ідеї Лехтцира були проігноровані Комуністичною партією Радянського Союзу, яка в 1932 році наказала письменникам шукати натхнення в місцевих традиціях. В результаті Лехтцер переглянув свою теорію і почав розміщувати вибіркові зразки старої румунської літератури в журналі Octombrie.
Він став основоположником молдавського театру спочатку з історичною п'єсою, яка ніколи не була поставлена за його життя, а потім з політичною п'єсою «Біруїнца». На той час Лехтцир також публічно вітав латинізацію радянських алфавітів, яка звела до мінімуму різницю між румунськими та молдовськими літературними стандартами. Така позиція змусила сталінський режим звернути увагу на Лехтцир і сприяла його поваленню та страті НКВС. Незадовго до смерті його катували, змусивши визнати, що він румунський шпигун. На початку 1960-х років він був значною мірою реабілітований, разом з іншими жертвами Великої чистки, але деталі його біографії були навмисно приховані від читаючої публіки тривалою радянською цензурою.

## Біографія
Лехтцир належав до бессарабської єврейської громади. Народився у бессарабському містечку Атаки (нині Окницький район, Молдова). Батьки — Рувін-Хаїм (Ruvin-Chaim) Копелевич Лехтцир (Лехтциєр), 1868—1937, уродженець Атак) і Діна Айзиківна Акерман (1871—?, Родом з Бричан) — уклали шлюб 14 лютого 1896 року в Бельцях. Навчався у Чернівецькому університеті. У 1926 році переїхав до СРСР і включився в літературну діяльність молдавською мовою, працював у держвидаві Молдови. В 1927 році став одним із засновників спілки молдавських письменників «Ресерітул» («Схід») і його офіційного органу — журналу «Молдова літераре» (Літературна Молдова).
Перша збірка віршів «Поезій» (Вірші, 1929) була сприйнята літературною критикою дуже негативно, Лехтцира звинуватили у занепаді та дрібнобуржуазності. Однак він продовжив друкуватися: у 1930 році у співавторстві з Йосипом Вайнбергом вийшла книга літературно-критичних статей «Интребер літераре» (Питання літератури), у 1931 році — поетична збірка «Ин флакаре» (У полум'ї), потім ще три збірки — «Сіренеле зідірій» (1932), «Дє пазе» (1935) та «Дєзробіре» (1935).
Самуїл Лехтцир — автор перших п'єс молдавської радянської літератури: «Кодряну» (1930) та «Біруїнца» (Перемога, 1933). 7 листопада 1933 року постановкою п'єси С. Р. Лехтціра «Біруїнца» (Перемога) відкрився перший в республіці професійний театр — Молдавський державний драматичний театр в Тирасполі. Перекладав молдовською мовою вірші С. Єсеніна, А. Пушкіна, М. Лермонтова, О. Безименського, Ш. Петефі та інших. Склав підручники з молдавської мови та літератури для середньої школи. У 1937 році на Тираспольському партійному активі разом з Леонідом Корнфельдом піддався критиці за включення класиків румунської літератури Кошбука, Емінеску, Александрі в хрестоматії молдавської літератури, що перевидавалися, для 3—4 класів середньої школи і в цілому за «теорію спадщини». сучасної румунської та молдавської літератур; на підставі цього обидва були звинувачені в «румунофільстві».
З 1934 — член правління Спілки письменників Молдавської АРСР, делегат Першого всесоюзного з'їзду радянських письменників. Відповідальний секретар Молддержвидаву (Тирасполь).
Заарештований органами НКВС УкрРСР по так званій «румунській операції» (по цій же справі проходили Х. Б. Богопольський, Й. І. Бадєєв, Д. П. Милів, В. Я. Холостенко, Г. І. Старий). Засуджений до ВМН 8 жовтня 1937 року Комісією наркома НКВС і Прокурора СРСР; включений до розстрільного списку на 139 осіб, звинувачених у шпигунській та диверсійній діяльності на користь Румунії, від 8 жовтня 1937 року за підписами М. І. Єжова та А. Я. Вишинського. Розстріляний із групою засуджених по «румунській операції» 15 жовтня 1937 року у внутрішній в'язниці в Тирасполі; розстріл здійснили начальник внутрішньої НКВС УРСР, молодший лейтенант державної безпеки І. Г. Нагорний, оперативний секретар НКВС Молдавської АРСР Первухін та виконуючий обов'язки інспектора VIII Відділення УДБ НКВС МАРСР, молодший лейтенант державної безпеки Л. А. Докуцкий. Реабілітований 20 жовтня 1956 року.

## Сім'я
Дружина — Євгенія Соломонівна Лехтцер (уроджена Хош; 1905, Кишинів — 19 січня 1982), бухгалтер Держбанку, заарештована в листопаді 1937 року, засуджена на 10 років ВТТ як член сім'ї зрадника Батьківщини. Син — Мюд (1927—?), після арешту батьків був направлений до дитбудинку (подальша доля невідома, матері після звільнення в 1948 розшукати його не вдалося).

### Книги
- С. Лехтцир. Поезій (вірши). Госиздат Молдавии: Балта, 1929.
- И. Вайнберг, С. Лехтцир. Интрєберь літераре: 1928—1930 (літературні питання). Едітура де стат Молдовей (Держвидав Молдови): Тирасполь, 1930.
- С. Лехтцир. Кодряну: п'єса історике ин 4 акте. Госиздат Молдавии: Тирасполь, 1930.
- С. Лехтцир. Ин флакере (у полум'ї, вірши). Едітура де стат Молдовей (Держвидав Молдови): Тирасполь, 1931.
- С. Лехтцир. Біруїнца: п'єса ин 3 акте (перемога). Едітура де стат Молдовей (Держвидав Молдови): Тирасполь, 1933.
- С. Лехтцир. Хрестоматія з літератури для початковї школи, молдавською мовою. Ч. 1. МДВид: Тирасполь, 1934.
- С. Лехтцир. Книга для читання для шкіл грамоти, молдавською мовою. МДВид: Тирасполь, 1935, 1936.
- С. Лехтцир. Хрестоматія з літератури, молдавскою мовою. Ч. 1. МДВид: Тирасполь, 1936.
- А. С. Пушкін. Опере. Проза (твори, в перекладах М. А. Балуха, Д. П. Миліва, С. Р. Лехтцира). Едітура де стат Молдовей (Держвидав Молдови): Тирасполь, 1937.